# Troy Baker
Troy Baker (Dallas, Texas, 1976. április 1. –) amerikai színész, szinkronszínész.
Leginkább videójátékokban alakított szerepei miatt ismert, mint Joel Miller (The Last of Us, The Last of Us Part II), Pagan Min (Far Cry 4), Revolver Ocelot (Metal Gear Solid V: The Phantom Pain), Samuel Drake (Uncharted 4: A Thief's End), Indiana Jones (Indiana Jones and the Great Circle).

## Pályafutása
Baker szinkronszínészi pályafutását rádiós reklámokkal kezdte Dallasban. Christopher Sabat toborozta, hogy szinkronszínészként dolgozzon a Funimationnél a Conan, a detektív című anime angol adaptációján. Ezután olyan animéken dolgozott szinkronszínészként, mint a Bleach, a Dragon Ball Z, a Fullmetal Alchemist, a Fullmetal Alchemist: Testvériség, a Naruto, a Naruto: Shippuden, valamint a One Piece Funimation-féle szinkronváltozata. Ezután Los Angelesbe költözött, és Marvel-alapú animációs sorozatokon kezdett dolgozni. Számos karakternek kölcsönözte a hangját a A Föld legnagyobb hősei című sorozatban, valamint Sólyomszemet és Lokit szinkronizálta a A Pókember elképesztő kalandjai és a Bosszúállók újra együtt sorozatokban.
Baker videojáték-iparbeli karrierje akkor kezdődött, amikor Matt Bakert szinkronizálta a Brothers in Arms című játéksorozatban. 2011-ben Baker lett a főhőse, Siris hangja a Chair Entertainment nagysikerű mobiljátéksorozatában, az Infinity Blade-ben. Legjelentősebb szerepei 2013-ban jöttek el, amikor ő kölcsönözte Booker DeWitt hangját a BioShock Infinite-ben, valamint Joel hangját és mozgását a The Last of Us-ban. Mindkét játékot kritikai elismerés övezte: a GameRankingsen és a Metacriticen is 90% fölötti értékeléseket kaptak, emellett kereskedelmileg is hatalmas sikert arattak. Mindkét szerepéért jelölték a VGX 2013 díjátadón, és végül The Last of Us-ban nyújtott alakításáért nyerte el az elismerést. 2014-ben Talion hangját adta a Middle-earth: Shadow of Mordor című játékban, amely az IGN értékelése szerint 9.3-as pontszámot kapott. Szerepléseiért a The Last of Us-ban, a BioShock Infinite-ben, valamint a Batman: Arkham Origins-ben, ahol a Jokert alakította, az Entertainment Weekly beválogatta a 2013-as „Best of” számába a videojáték-ipar „Legnagyobb áttörést elérő színészeként”. Baker azon kevés színészek egyike, akik megszólaltatták Batmant (Lego Batman 2: DC Super Heroes, Lego Batman 3: Beyond Gotham, Lego Dimensions, Batman: The Telltale Series és Batman: The Enemy Within), Jokert (Batman: Arkham Origins), valamint Robin három fő változatát: Tim Drake-et (Batman: Arkham City), Dick Graysont, azaz Éjszárny (Nightwing) szerepében (Injustice: Gods Among Us), és Jason Toddot, azaz Red Hoodot – aki főellenségként szerepel – a Batman: Arkham Knight-ban. Később az Uncharted 4: A Thief's End című játékon dolgozott, ahol Nathan Drake idősebb bátyját, Samet alakította. A szerepet később újra eljátszotta az Uncharted: The Lost Legacy-ben is.
A 2024-es Indiana Jones and the Great Circle videójátékban ő alakította a főszereplő Indiana Jonest.
|  | „Ez a fickó remek munkát végzett. Ha tudtam volna, hogy ennyire jó, megcsináltam volna én magam.” |
|  | – Harrison Ford                                                                                   |

## Magánélete
2012-ben Baker feleségül vette Pamela Walworthot, egy Dallasból származó fotóst. Jelenleg Los Angelesben élnek. 2018-ban született meg a fiuk.

## Filmográfia

### Élőszereplős

#### Film
| Év   | Magyar cím | Eredeti cím          | Szerep         | Magyar hang |
| ---- | ---------- | -------------------- | -------------- | ----------- |
| 2006 |            | Striking Range       | Brice Billings |             |
| 2008 |            | The Imposter         | Jerome         |             |
| 2016 |            | The Phoenix Incident | Ryan Stone     |             |

#### Televízió
| Év   | Magyar cím       | Eredeti cím    | Szerep         | Magyar hang     |
| ---- | ---------------- | -------------- | -------------- | --------------- |
| 2008 | Komancsok holdja | Comanche Moon  | Pea Eye Parker |                 |
| 2013 |                  | Shelf Life     | The Boyfriend  |                 |
| 2023 | The Last of Us   | The Last of Us | James          | Makranczi Zalán |

### Szinkron

#### Anime
| Év        | Magyar cím                       | Angol cím                        | Szerep                                  | Magyar hang     |
| --------- | -------------------------------- | -------------------------------- | --------------------------------------- | --------------- |
| 2004–2009 | Conan, a detektív                | Case Closed                      | Gin                                     |                 |
| 2005      |                                  | Gunslinger Girl                  | Alfonso                                 |                 |
| 2005      | Grappler Baki                    | Baki the Grappler                | Katou, Rob Robinson, Copperhead         |                 |
| 2005      |                                  | The Galaxy Railways              | Wataru Yuuki                            |                 |
| 2005      | Fullmetal Alchemist              | Fullmetal Alchemist              | Frank Archer                            | Varga Gábor     |
| 2005      | Yu Yu Hakusho                    | YuYu Hakusho                     | Shunjun                                 |                 |
| 2006      |                                  | Desert Punk                      | Makoto                                  |                 |
| 2006      |                                  | Negima! Magister Negi Magi       | Nagi Springfield                        |                 |
| 2006      | Basilisk – Kóga Ninpó Csó        | Basilisk                         | Kouga Gennosuke                         |                 |
| 2006      | Trinity Blood − Vér és kereszt   | Trinity Blood                    | Abel Nightroad                          | Rajkai Zoltán   |
| 2006      |                                  | Tsukuyomi: Moon Phase            | Count Kinkel                            |                 |
| 2006      | Ergo Proxy                       | Ergo Proxy                       | Kazkis Hauer, Soldier B                 |                 |
| 2006      |                                  | Black Cat                        | Jenos Hazard                            |                 |
| 2007      |                                  | Peach Girl                       | Toru, Honda                             |                 |
| 2007      |                                  | Suzuka                           | Coach                                   |                 |
| 2008      | Naruto                           | Naruto                           | Yashiro Uchiha, Renga, Hokushin         |                 |
| 2008      |                                  | The Third                        | Leon                                    |                 |
| 2008      |                                  | Crayon Shin-chan                 | Action Bastard                          |                 |
| 2008      |                                  | Tsubasa: Reservoir Chronicle     | Kyle, Kusanagi                          |                 |
| 2008      | Darker than Black                | Darker than Black                | November 11, Jack Simon                 |                 |
| 2008–2009 | Bleach                           | Bleach                           | Karija Dzsin                            | Dolmány Attila  |
| 2008–2009 |                                  | Code Geass                       | Schneizel el Britannia                  |                 |
| 2008–2010 | One Piece                        | One Piece                        | Helmeppo, Ohm                           |                 |
| 2009      |                                  | Monster                          | Jaromir Lipsky, Heinz                   |                 |
| 2009–2014 |                                  | Naruto: Shippuden                | Yamato, Pain, Gamahiro, Kiho, Yahiko    |                 |
| 2010      | Soul Eater                       | Soul Eater                       | Excalibur, White Star                   | Rajkai Zoltán   |
| 2010      |                                  | Mobile Suit Gundam Unicorn       | Syam Vist, Gilboa Sant, Alec, Announcer |                 |
| 2010      | Slayers Revolution               | Slayers                          | Zuuma                                   | Mészáros András |
| 2010      | Slayers Evolution-R              | Slayers                          | Radok Ranzaad, Zuuma                    | Mészáros András |
| 2010      | Vampire Knight                   | Vampire Knight                   | Akatsuki Kain                           | Szabó Máté      |
| 2010      |                                  | Eden of the East                 | Ryosuke Morimi                          |                 |
| 2010–2013 |                                  | Stitch!                          | Ace (Experiment 262)                    |                 |
| 2011      | Fullmetal Alchemist: Testvériség | Fullmetal Alchemist: Brotherhood | Greed                                   |                 |
| 2011      |                                  | Kekkaishi                        | Madarao, Kaguro                         |                 |
| 2011      | Marvel Anime                     | Marvel Anime                     | Koichi Kaga, Sublime, Noah van Helsing  |                 |
| 2011      |                                  | Persona 4: The Animation         | Kanji Tatsumi                           |                 |
| 2018–2020 | Grappler Baki                    | Baki the Grappler                | Baki                                    |                 |

#### Animáció
| Év        | Magyar cím                                      | Eredeti cím                                    | Szerep | Magyar hang                                                                       |
| --------- | ----------------------------------------------- | ---------------------------------------------- | --- | --------------------------------------------------------------------------------- |
| 2010      |                                                 | Gormiti: The Lords of Nature Return!           | Magor, Old Sage |                                                                                   |
| 2010      | Monster High                                    | Monster High                                   | Mr. Lou Zarr |                                                                                   |
| 2010–2012 | Scooby-Doo: Rejtélyek nyomában                  | Scooby-Doo! Mystery Incorporated               | Kék sólyom, Red Humonganaut, Krod |                                                                                   |
| 2010–2012 | A Föld legnagyobb hősei                         | The Avengers: Earth's Mightiest Heroes         | Clay Quartermain, Forgószél, Hóvihar, Grey Gargoyle, Constrictor, Michael Korvac, Glenn Talbot, Groot, Ulik, Sydren, Robbie Robertson |                                                                                   |
| 2010–2013 | Generátor Rex                                   | Generator Rex                                  | Van Kleiss, Biowulf, Roswell, Etude, Weaver                                                                                           | Pál Tamás                                                                         |
| 2011      | G. I. Joe Renegátok                             | G.I. Joe: Renegades                            | Airtight |                                                                                   |
| 2011–2017 | Parkműsor                                       | Regular Show                                   | Dr. Rueben Langer, Klorgbane the Destroyer, Park Avenue, David                                                                        | Bognár Tamás                                                                      |
| 2012–2014 |                                                 | NFL Rush Zone                                  | Wild Card, Warren, Coach Wildwood, Charles Reynolds                                                                                   |                                                                                   |
| 2012–2017 | A Pókember elképesztő kalandjai                 | Ultimate Spider-Man                            | Sólyomszem, Loki, Háló-inda, Eitri, Taxi sofőr                                                                                        | Előd Botond, Haagen Imre, Zámbori Soma, Fekete Zoltán, Forgács Gábor, Gacsal Ádám |
| 2013      | Lego Marvel Szuperhősök: Felturbózva            | Lego Marvel Super Heroes: Maximum Overload     | Loki | Fekete Zoltán                                                                     |
| 2013–2019 | Bosszúállók újra együtt                         | Avengers Assemble                              | Sólyomszem, Loki, Vörös Őrző, Ürlény Vadász                                                                                           | Stohl András, Csőre Gábor, Király Attila, Seder Gábor                             |
| 2014      | Clarence                                        | Clarence                                       | Troy, Keith Mack, Lézeres játék hang                                                                                                  |                                                                                   |
| 2014–2015 | Hulk és a Z.Ú.Z.D.A. ügynökei                   | Hulk and the Agents of S.M.A.S.H.              | Loki | Csőre Gábor                                                                       |
| 2015      |                                                 | Batman Unlimited                               | Joker |                                                                                   |
| 2015      | Marvel szuperhősök: Bosszúállók (újra)gyülekező | Lego Marvel Super Heroes: Avengers Reassembled | Sólyomszem | Stohl András                                                                      |
| 2015–2017 | Transformers: Robots in Disguise                | Transformers: Robots in Disguise               | Steeljaw, Vector Prime, Vladd Gastlee, Arnold                                                                                         | Pusztaszeri Kornél, Bolla Róbert, Markovics Tamás                                 |
| 2016      | A galaxis őrzői                                 | Guardians of the Galaxy                        | Loki, Sólyomszem | Mészáros Béla                                                                     |
| 2016      | Csak lazán, Scooby-Doo!                         | Be Cool, Scooby-Doo!                           | Jack, Josh, Jester | Koncz István                                                                      |
| 2016–2017 | Justice League Action                           | Justice League Action                          | Kanto, Jonas Glim | Dózsa Zoltán, Élő Balázs                                                          |
| 2017–2018 | Marvel Pókember                                 | Spider-Man                                     | Kraven | Jakab Csaba                                                                       |
| 2017–2018 |                                                 | Stretch Armstrong and the Flex Fighters        | Mortar |                                                                                   |
| 2017–2020 | Ben 10                                          | Ben 10                                         | Lord Decibel |                                                                                   |
| 2019      | Amerikai fater                                  | American Dad!                                  | Narrátor, Ernie |                                                                                   |
| 2019–2021 | Carmen, a mestertolvaj                          | Carmen Sandiego                                | Dash Haber |                                                                                   |
| 2019–2022 | Békaland                                        | Amphibia                                       | Szutyok kapitány | Petridisz Hrisztosz                                                               |
| 2019–2022 | Az igazság ifjú ligája                          | Young Justice                                  | Geo-Force, Guy Gardner, Doctor Double X, Blue Devil                                                                                   |                                                                                   |
| 2020      | Lego City kalandok                              | Lego City Adventures                           | Snake Rattler |                                                                                   |
| 2021      | Dota: A sárkány vére                            | Dota: Dragon's Blood                           | Invoker, Dark Moon Order Guard, Crazed Soldier                                                                                        |                                                                                   |
| 2021      | Family Guy                                      | Family Guy                                     | Jorah Mormont |                                                                                   |
| 2021      | Rick és Morty                                   | Rick and Morty                                 | Timmy Timtim |                                                                                   |
| 2022      | Love, Death & Robots                            | Love, Death & Robots                           | Torrin | Rába Roland                                                                       |
| 2023      |                                                 | The Legend of Vox Machina                      | Syldor Vessar |                                                                                   |
| 2023      | Transformers: FöldSzikra                        | Transformers: EarthSpark                       | | Bordás János                                                                      |

#### Film
| Év        | Magyar cím                                                  | Angol cím                                                                  | Szerep                       | Magyar hang                                    |
| --------- | ----------------------------------------------------------- | -------------------------------------------------------------------------- | ---------------------------- | ---------------------------------------------- |
| 2005–2006 |                                                             | Lupin the Third                                                            | Nabikov                      |                                                |
| 2006      | Dragon Ball                                                 | Dragon Ball                                                                | Ginger, Dr. Kochin, Hoi      |                                                |
| 2006–2010 |                                                             | Case Closed                                                                | Gin, Henry Tish, Jake Marano |                                                |
| 2008      | Égenjárók                                                   | The Sky Crawlers                                                           | Naofumi Tokino               | Előd Álmos                                     |
| 2008      |                                                             | xxxHolic: A Midsummer Night's Dream                                        | Young Man                    |                                                |
| 2008      |                                                             | The Blue Elephant                                                          | Marong, Minchit Sra          |                                                |
| 2012      | Ben 10: Le az űrlényekkel                                   | Ben 10: Destroy All Aliens                                                 | Megtorló                     |                                                |
| 2012      |                                                             | Delhi Safari                                                               | Tiger                        |                                                |
| 2012      |                                                             | Tales of Vesperia: The First Strike                                        | Yuri Lowell                  |                                                |
| 2012      | Scooby-Doo! Rémpróbás játékok                               | Scooby-Doo! Spooky Games                                                   | Sergey Plotnikov             | Törköly Levente                                |
| 2012      |                                                             | Dear Dracula                                                               | Több hang                    |                                                |
| 2012      |                                                             | Sengoku Basara: The Last Party                                             | Ishida Mitsunari             |                                                |
| 2013      |                                                             | Iron Man: Rise of Technovore                                               | Sólyomszem, J.A.R.V.I.S.     |                                                |
| 2013      | Lego Batman: A film                                         | Lego Batman: The Movie – DC Super Heroes Unite                             | Batman, Kétarc, Agyzseni     | Welker Gábor, Horváth Illés, Dézsy Szabó Gábor |
| 2013      | Scooby-Doo: Az operaház fantomjai                           | Scooby-Doo! Stage Fright                                                   | Fantom                       | Juhász Zoltán                                  |
| 2014      | Batman: Az Arkham ostroma                                   | Batman: Assault on Arkham                                                  | Joker                        | Kerekes József                                 |
| 2014      | Lego Batman: Ligába csalva                                  | Lego DC Comics: Batman Be-Leaguered                                        | Batman                       | Dolmány Attila                                 |
| 2015      | Az Igazság Ligája a Bizarro Liga ellen                      | Lego DC Comics Super Heroes: Justice League vs. Bizarro League             | Batman, Batzarro             | Sarádi Zsolt                                   |
| 2015      | Batman kontra Robin                                         | Batman vs. Robin                                                           | Hadnagy                      | Szatmári Attila                                |
| 2015      |                                                             | Justice League: Battle for Metropolis                                      | Joker                        |                                                |
| 2015      | Batman határtalanul: A szörnyek keringője                   | Batman Unlimited: Monster Mayhem                                           | Joker                        | Kerekes József                                 |
| 2015      | Az Igazság Ligája – Harc a légióval                         | Lego DC Comics Super Heroes: Justice League – Attack of the Legion of Doom | Batman                       | Welker Gábor                                   |
| 2015      | Marvel szuperhős kalandok - Fagyos csata                    | Marvel Super Hero Adventures: Frost Fight!                                 | Loki                         |                                                |
| 2015      |                                                             | The Last: Naruto the Movie                                                 | Pain                         |                                                |
| 2016      | Az Igazság Ligája – Kozmikus küzdelem                       | Lego DC Comics Super Heroes: Justice League – Cosmic Clash                 | Batman                       | Sáradi Zsolt                                   |
| 2016      | Az Igazság Ligája – Batman és Halálcsapás                   | Lego DC Comics Super Heroes: Justice League – Gotham City Breakout         | Batman                       | Sáradi Zsolt                                   |
| 2016      | Batman határtalanul: Robotok a mutánsok ellen               | Batman Unlimited: Mechs vs. Mutants                                        | Joker                        | Horváth Illés                                  |
| 2018      | Lego szuperhősök – Flash, a villám                          | Lego DC Comics Super Heroes: The Flash                                     | Batman                       | Varga Gábor                                    |
| 2018      | Lego DC Szuperhősök: Aquaman – Atlantisz haragja            | Lego DC Comics Super Heroes: Aquaman – Rage of Atlantis                    | Batman                       | Crespo Rodrigo                                 |
| 2019      |                                                             | Code Geass Lelouch of the Re;surrection                                    | Schneizel el Britannia       |                                                |
| 2019      | Batman vs. Tini Nindzsa Teknőcök                            | Batman vs. Teenage Mutant Ninja Turtles                                    | Batman                       |                                                |
| 2019      |                                                             | Lego DC Batman: Family Matters                                             | Batman                       |                                                |
| 2020      |                                                             | Lego DC: Shazam!: Magic and Monsters                                       | Batman, Carmine Falcone      |                                                |
| 2021      |                                                             | Batman: The Long Halloween, Part One                                       | Joker, Antoni                |                                                |
| 2021      |                                                             | Batman: The Long Halloween, Part Two                                       | Joker                        |                                                |
| 2022      | Batman és Superman: A szuper ifjak csatája                  | Batman and Superman: Battle of the Super Sons                              | Batman                       | Welker Gábor                                   |
| 2023      |                                                             | Justice League: Warworld                                                   | Jonah Hex                    |                                                |
| 2023      | Az Igazság Ligája x RWBY: Szuperhősök és Vadászok           | Justice League x RWBY: Super Heroes & Huntsmen                             | Batman, Tükörmester          | Czető Roland, Makranczi Zalán                  |
| 2024      | Az Igazság Ligája: Végtelen Világok Válsága – Második rész  | Justice League: Crisis on Infinite Earths, Part Two                        | Joker                        | Fekete Zoltán                                  |
| 2024      | Az Igazság Ligája: Végtelen Világok Válsága – Harmadik rész | Justice League: Crisis on Infinite Earths, Part Three                      | Joker                        | Fekete Zoltán                                  |
| 2024      |                                                             | Watchmen                                                                   | Adrian Veidt                 |                                                |

### Videójátékok
| Év        | Cím                                         | Szerep |
| --------- | ------------------------------------------- | --- |
| 2004      | BloodRayne 2                                | Severin, Kagan |
| 2005      | Fullmetal Alchemist and the Broken Angel    | Outlaw Alchemist |
| 2005      | Brothers in Arms: Road to Hill 30           | Sgt. Matt Baker |
| 2005      | Brothers in Arms: Earned in Blood           | Sgt. Matt Baker |
| 2005      | Æon Flux                                    | Trevor Goodchild |
| 2006      | Brothers in Arms: D-Day                     | Sgt. Matt Baker |
| 2007      | Metroid Prime 3: Corruption                 | Katonák |
| 2007      | Trauma Center: New Blood                    | |
| 2008      | Tales of Vesperia                           | Yuri Lowell |
| 2008      | Armored Core: For Answer                    | |
| 2008      | Brothers in Arms: Hell's Highway            | Sgt. Matt Baker |
| 2008      | Star Ocean First Departure                  | |
| 2008      | 007: Quantum of Solace                      | |
| 2008      | Resistance 2                                | Major Richard Blake                                                                                                 |
| 2008      | Age of Conan: Hyborian Adventures           | Conan, a barbár, The Grey Leopard                                                                                   |
| 2008      | Gothic 3: Forsaken Gods                     | Főszereplő |
| 2008      | The Last Remnant                            | |
| 2008      | Persona 4                                   | Kanji Tatsumi |
| 2009      | Red Faction: Guerrilla                      | Alec Mason |
| 2009      | Prototype                                   | |
| 2009      | Ghostbusters: The Video Game                | Slimer |
| 2009      | Star Wars: The Clone Wars – Republic Heroes | Kul Teska |
| 2009      | Marvel Super Hero Squad                     | Shield Soldier #2, AIM Agent #2, Civilian #3, Delivery Boy                                                          |
| 2009      | Call of Duty: Modern Warfare 2              | |
| 2009      | Resident Evil: The Darkside Chronicles      | |
| 2010      | Darksiders                                  | Abaddon, Straga, Tortured Gate                                                                                      |
| 2010      | Army of Two: The 40th Day                   | US Elite |
| 2010      | White Knight Chronicles                     | |
| 2010      | Final Fantasy XIII                          | Snow Villiers |
| 2010      | Metal Gear Solid: Peace Walker              | Katonák |
| 2010      | Transformers: War for Cybertron             | Jetfire, Zeta Prime                                                                                                 |
| 2010      | Ninety-Nine Nights II                       | Galen |
| 2010      | Singularity                                 | |
| 2010      | The Last Airbender                          | |
| 2010      | Clash of the Titans                         | Hadész, Apollón, katonák                                                                                            |
| 2010      | Mafia II                                    | Civilek |
| 2010      | Valkyria Chronicles II                      | Dirk Gassenarl |
| 2010      | Quantum Theory                              | Shiro, Zolf |
| 2010      | Guitar Hero: Warriors of Rock               | |
| 2010      | Sengoku Basara: Samurai Heroes              | Mitsunari Ishida |
| 2010      | Cabela's Dangerous Hunts 2011               | Cole Rainsford |
| 2010      | Sniper: Ghost Warrior                       | Rodriguez |
| 2010      | Fable III                                   | Walla |
| 2010      | Call of Duty: Black Ops                     | Terrance Brooks |
| 2009–2018 | Naruto                                      | Yamato, Pain |
| 2011      | Knights Contract                            | Johann Faust |
| 2011      | SOCOM 4 U.S. Navy SEALs                     | ClawHammer Commander, officer                                                                                       |
| 2011      | Dead or Alive: Dimensions                   | Ryu Hayabusa |
| 2011      | Red Faction: Armageddon                     | |
| 2011      | Shadows of the Damned                       | Énekesek |
| 2011      | Catherine                                   | Vincent Brooks |
| 2011      | Bodycount                                   | |
| 2011      | Disgaea 4                                   | Valvatorez |
| 2011      | White Knight Chronicles II                  | Scardigne |
| 2011      | Batman: Arkham City                         | Robin, Kétarc |
| 2011      | Kinect Sports: Season Two                   | Labdarúgó kommentátor                                                                                               |
| 2011      | Generator Rex : Agent of Providence         | Biowulf, Van Kleiss                                                                                                 |
| 2011      | Cabela's Survival: Shadows of Katmai        | Narrátor |
| 2011      | Call of Duty: Modern Warfare 3              | |
| 2011      | Saints Row: The Third                       | The Boss |
| 2011      | Ultimate Marvel vs. Capcom 3                | Nova |
| 2011      | Kinect: Disneyland Adventures               | |
| 2011      | Infinity Blade II                           | Siris |
| 2011      | Batman: Arkham City Lockdown                | Robin |
| 2011      | Star Wars: The Old Republic                 | Zenith, Theron Shan                                                                                                 |
| 2011      | Final Fantasy XIII-2                        | Snow Villiers |
| 2012      | The Darkness II                             | További hangok |
| 2012      | Binary Domain                               | Charles Gregory |
| 2012      | Mass Effect 3                               | Kai Leng |
| 2012      | Armored Core V                              | Migrant AC, Zodiac No. 3, Computer Voice #2                                                                         |
| 2012      | Silent Hill 2 HD                            | James Sunderland |
| 2012      | Ninja Gaiden 3                              | Ryu Hayabusa |
| 2012      | Kid Icarus: Uprising                        | Arlon, Pyrrhon |
| 2012      | Kinect Star Wars                            | Civil |
| 2012      | Prototype 2                                 | |
| 2012      | Starhawk                                    | Rifters, Outcast Prisoner                                                                                           |
| 2012      | Diablo III                                  | Scoundrel, szörnyek                                                                                                 |
| 2012      | Dragon's Dogma                              | |
| 2012      | MIB: Alien Crisis                           | Peter Delacoeur / Agent P, Sanchez                                                                                  |
| 2012      | Sniper: Ghost Warrior 2                     | Cole Anderson |
| 2012      | Sorcery                                     | Dash |
| 2012      | Tom Clancy's Ghost Recon: Future Soldier    | Ghost 30K, további hangok                                                                                           |
| 2012      | Unchained Blades                            | Fang |
| 2012      | Lego Batman 2: DC Super Heroes              | Batrman, Kétarc, Sinestro, Brainiac, Hawkman                                                                        |
| 2012      | The Amazing Spider-Man                      | |
| 2012      | Infex                                       | |
| 2012      | Darksiders II                               | Draven, The Sleeping Warden, The Phariseer, The Abyssal Forge, The Lost Warden, Legion                              |
| 2012      | Transformers: Fall of Cybertron             | Jazz, Jetfire, Kickback                                                                                             |
| 2012      | Guild Wars 2                                | Logan Thackeray |
| 2012      | Resident Evil 6                             | Jake Muller |
| 2012      | Professor Layton and the Miracle Mask       | |
| 2012      | Halo 4                                      | |
| 2012      | Call of Duty: Black Ops II                  | Többjátékos mód, további hangok                                                                                     |
| 2012      | Persona 4 Golden                            | Kanji Tatsumi |
| 2012      | Guardians of Middle-earth                   | |
| 2012–2016 | Skylanders                                  | Sunburn, Brock, Rattle Shake                                                                                        |
| 2013      | God of War: Ascension                       | Orkos |
| 2013      | The Walking Dead: Survival Instinct         | Aiden, Walker |
| 2013      | BioShock Infinite                           | Booker DeWitt |
| 2013      | Injustice: Gods Among Us                    | Dick Grayson, Sinestro, Atlantean Soldier                                                                           |
| 2013      | Metro: Last Light                           | |
| 2013      | Unearthed: Trail of Ibn Battuta             | |
| 2013      | Marvel Heroes                               | Nova, Deadpool Kid                                                                                                  |
| 2013      | The Last of Us                              | Joel Miller |
| 2013      | Saints Row IV                               | The President |
| 2013      | Infinity Blade III                          | Siris |
| 2013      | Lego Marvel Super Heroes                    | Fandral, Groot, Sólyomszem, J.A.R.V.I.S., Loki, Holdlovag                                                           |
| 2013      | Batman: Arkham Origins                      | Joker |
| 2014      | Lightning Returns: Final Fantasy XIII       | Snow Villiers |
| 2014      | Titanfall                                   | |
| 2014      | Infamous Second Son                         | Delsin Rowe |
| 2014      | The Elder Scrolls Online                    | |
| 2014      | WildStar                                    | Deadeye Brightland, Kevo, Exiled Male                                                                               |
| 2014      | Transformers: Rise of the Dark Spark        | Jazz, Jetfire, Kickback                                                                                             |
| 2014      | Lichdom: Battlemage                         | Dragon, Gryphon |
| 2014      | Middle-earth: Shadow of Mordor              | Talion |
| 2014      | Call of Duty: Advanced Warfare              | Jack Mitchell, További hangok                                                                                       |
| 2014      | Lego Batman 3: Beyond Gotham                | Batman, Batman of Zur-En-Arrh, Batman (Terry McGinnis), Music Meister, Atom, Hush, Killer Moth, Red Hood, Trickster |
| 2014      | World of Warcraft: Warlords of Draenor      | Gul'dan |
| 2014      | Far Cry 4                                   | Pagan Min |
| 2014      | The Crew                                    | Alex |
| 2014–2015 | Disney Infinity                             | Sólyomszem, Loki |
| 2014–2015 | Tales from the Borderlands                  | Rhys, Tommy, további hangok                                                                                         |
| 2015      | The Elder Scrolls Online: Tamriel Unlimited | |
| 2015      | Infinite Crisis                             | Superman |
| 2015      | Mortal Kombat X                             | Erron Black, Fujin, Shinnok                                                                                         |
| 2015      | Lego Jurassic World                         | |
| 2015      | Batman: Arkham Knight                       | Kétarc, Jason Todd                                                                                                  |
| 2015      | Metal Gear Solid V: The Phantom Pain        | Revolver Ocelot |
| 2015      | Lego Dimensions                             | Batman, Kétarc, Honest Joe Statler, The Digital Overlord                                                            |
| 2016      | Uncharted 4: A Thief's End                  | Samuel Drake |
| 2016      | Heroes of the Storm                         | Gul'dan |
| 2016      | Batman: The Telltale Series                 | Batman, Thomas Wayne                                                                                                |
| 2016      | Master of Orion: Conquer the Stars          | Klackon Advisor, Psilon Emperor, Gnolam Emperor                                                                     |
| 2016      | World of Warcraft: Legion                   | Gul'dan |
| 2016      | The Elder Scrolls Online: Gold Edition      | |
| 2016      | Batman: Arkham VR                           | Jason Todd |
| 2016      | World of Final Fantasy                      | Snow Villiers |
| 2017      | The Elder Scrolls Online: Morrowind         | |
| 2017      | Lone Echo                                   | Jack / Echo Two |
| 2017      | Uncharted: The Lost Legacy                  | Samuel Drake |
| 2017      | Middle-earth: Shadow of War                 | Talion |
| 2017–2018 | Batman: The Enemy Within                    | Batman |
| 2018      | God of War                                  | Magni |
| 2018      | The Elder Scrolls Online: Summerset         | |
| 2019      | Dissidia Final Fantasy NT                   | Snow Villiers |
| 2019      | The Elder Scrolls Online: Elsweyr           | |
| 2019      | Catherine: Full Body                        | Vincent Brooks |
| 2019      | John Wick Hex                               | Hex |
| 2019      | Call of Duty: Modern Warfare                | |
| 2019      | Death Stranding                             | Higgs Monaghan |
| 2019      | Darksiders Genesis                          | Abaddon |
| 2019–2020 | Mortal Kombat 11                            | Erron Black, Shinnok                                                                                                |
| 2020      | The Elder Scrolls Online: Greymoor          | |
| 2020      | The Last of Us Part II                      | Joel Miller |
| 2020      | Fortnite                                    | Agent Jones |
| 2020      | Marvel's Avengers                           | Hulk |
| 2020      | Ben 10: Power Trip                          | |
| 2020      | Per Aspera                                  | Nathan Foster |
| 2020      | Dirt 5                                      | AJ |
| 2020      | Spider-Man: Miles Morales                   | Simon Krieger |
| 2020      | The Pathless                                | Godslayer |
| 2021      | The Medium                                  | The Maw |
| 2021      | The Elder Scrolls Online: Blackwood         | |
| 2021      | BloodRayne: Betrayal                        | Kagan |
| 2021      | Far Cry 6                                   | Pagan Min |
| 2021      | Lone Echo II                                | |
| 2022      | Metal: Hellsinger                           | Paz |
| 2022      | God of War Ragnarök                         | Keserű mókus |
| 2023      | Stray Gods: The Roleplaying Musical         | Apollón |
| 2023      | Fort Solis                                  | Wyatt Taylor |
| 2023      | Mortal Kombat: Onslaught                    | Shinnok |
| 2024      | Batman: Arkham Shadow                       | Kétarc, Joker, Sal Maroni                                                                                           |
| 2024      | Indiana Jones and the Great Circle          | Indiana Jones |
| 2024      | Marvel Rivals                               | Loki |
| 2025      | Date Everything!                            | Kristof |
| 2025      | Death Stranding 2: On the Beach             | Higgs Monaghan |
| 2025      | Mouse: P.I. for Hire                        | Jack Pepper |

## Fordítás
Ez a szócikk részben vagy egészben  a   Troy Baker című angol Wikipédia-szócikk ezen változatának fordításán alapul.  Az eredeti cikk szerkesztőit annak laptörténete sorolja fel. Ez a jelzés csupán a megfogalmazás eredetét és a szerzői jogokat jelzi, nem szolgál a cikkben szereplő információk forrásmegjelöléseként.